# Московская медицинская газета
Московская медицинская газета — еженедельный периодическое издание для врачей, выходившее в 1858—1878 годах в Москве.

## История
Основана в 1858 году Ф. И. Иноземцевым; с 1861 года — орган Общества русских врачей в Москве.
Газета давала оригинальные статьи и исследования русских врачей, обозрение заграничной медицинской литературы, медицинскую библиографию и медицинскую летопись.
В 1858 году (№ 4) в газете была напечатана первая в русской литературе статья, написанная С. А. Смирновым — первым её редактором, о взаимосвязи медицины и общества. Направление газеты характеризует содержание её первого номера в 1861 году: «О народном, врачебно-исправленном лечении падучей болезни настойкой ландыша. Ф. И. Иноземцева. — Отчет по акушерскому отделению факультетской клиники Императорского Московского университета за 1859/60 год. — Ответ на заметку в № 51-м Медицинской газеты. Д. Осиповского. — Письмо в редакцию В. Ельцинского. — Фельетон: О направлении медицинской деятельности и средствах служения врачей на пользу науки и народа. Н. Розова».
«Московская медицинская газета» боролась за создание деятельных медицинских обществ, созыв съездов русских естествоиспытателей и врачей, была трибуной для обмена опытом, обсуждала вопросы, связанные с улучшением охраны здоровья народа, особенно крестьян, разрабатывала основные положения организации медицинского дела, принятые впоследствии в земской медицине. Газета выступала против шарлатанства в медицине, пропагандировала изучение народной медицины. Печатала отчёты Общества русских врачей в Москве, многочисленных провинциальных обществ, созданных по образцу Московского, материалы съездов земских врачей.

## Сотрудники

### Редакторы
В 1870—1873 годах газету редактировал Н. Е. Мамонов.

### Авторы
Чистосердов, Иван Павлович (статьи «По поводу статьи Розова „О направлении медицинской деятельности“» (1861); «Из отчетов Скопинского городского врача за 1860 г.» (1861); «Два замечательных случая из судебно-медицинской практики» (1861); «Скопинская городская больница» (1861); «О праве городовых врачей на пенсию» (1862); «Скоропостижная смерть от внешнего насилия» (1862); «Случаи повреждения головы» (1866))